# SN 2006je
SN 2006je – supernowa typu Ia-pec odkryta 15 października 2006 roku w galaktyce IC1735. W momencie odkrycia miała maksymalną jasność 17,80m.